# Szermierka na Letnich Igrzyskach Olimpijskich 1896 – szabla
Turniej szablistów na igrzyskach olimpijskich w Atenach w 1896 odbył się w dniu 9 kwietnia. Była to jedna z trzech konkurencji szermierczych na ateńskich igrzyskach. Zwycięzcą został Joanis Jeorjadis.
Do konkurencji rozegranej 2 dni po zmaganiach we florecie przystąpiło 5 zawodników, 3 Greków, Duńczyk i Austriak.
Faworytem zawodów był Adolf Schmal, który rozpoczął zmagania od zwycięstw - 3:0 z Joanisem Jeorjadisem oraz 3:1 nad Nielsenem. Zawody zostały jednak rozegrane od nowa w momencie, gdy rodzina królewska pojawiła się na zawodach. W powtórzonych zawodach Austriak odniósł tylko jedno zwycięstwo zajmując ostatecznie 4 miejsce.

## Tabela
| lp. | Zawodnik             | Kraj              | Z | P | Z-S  |
| --- | -------------------- | ----------------- | - | - | ---- |
| 1   | Joanis Jeorjadis     | Królestwo Grecji  | 4 | 0 | 12-6 |
| 2   | Tilemachos Karakalos | Królestwo Grecji  | 3 | 1 | 11-5 |
| 3   | Holger Nielsen       | Dania             | 2 | 2 | 10-9 |
| 4   | Adolf Schmal         | Cesarstwo Austrii | 1 | 3 | 7-11 |
| 5   | Jeorjos Jatridis     | Królestwo Grecji  | 0 | 4 | 3-12 |

## Wyniki
| M  | Zawodnik 1 | Wynik | Zawodnik 2 |
| -- | ---------- | ----- | ---------- |
| 1  | Karakalos  | 3 - 0 | Schmal     |
| 2  | Jeorjadis  | 3 - 0 | Jatridis   |
|    |            |       |            |
| 3  | Karakalos  | 3 - 2 | Nielsen    |
| 4  | Jeorjadis  | 3 - 2 | Schmal     |
|    |            |       |            |
| 5  | Nielsen    | 3 - 1 | Jatridis   |
| 6  | Jeorjadis  | 3 - 1 | Karakalos  |
|    |            |       |            |
| 7  | Schmal     | 3 - 2 | Jatridis   |
| 8  | Jeorjadis  | 3 - 2 | Nielsen    |
|    |            |       |            |
| 9  | Karakalos  | 3 - 0 | jatridis   |
| 10 | Nielsen    | 3 - 2 | Schmal     |

## Źródło
- Fencing at the 1896 Summer Olympics; Sabre, Individual, Men [online], olympedia.org [dostęp 2022-12-31] (ang.).